# 71e régiment d'infanterie territoriale
Pour les articles homonymes, voir 71e régiment.
Le 71e régiment d'infanterie territoriale est un régiment d'infanterie de l'armée de terre française qui a participé à la Première Guerre mondiale.

## Création et différentes dénominations

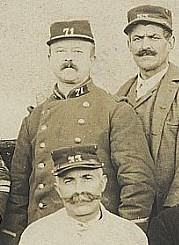
Un sous-officier du vers 1915.

- 19 mars 1875 : le régiment reçoit son numéro en prévision de la mobilisation[1].
- août 1914 : formation du 71e régiment territorial d'infanterie, également désigné 71e régiment d'infanterie territoriale (71e RIT)
- avril 1915 : formation du 4e bataillon du  71e régiment territorial d'infanterie, indépendant
- août 1918 : dissolution du 71e régiment territorial d'infanterie, formations des 1er et 2e bataillons de pionniers du 71e régiment territorial d'infanterie
- janvier 1919 : démobilisation des bataillons de pionniers et du 4e bataillon

## Historique des garnisons, combats et batailles du71eRIT

### Première Guerre mondiale

#### Affectations
- 86e division d'infanterie territoriale (172e brigade) d’août 1914 à juin 1915[2]
- 13e corps d'armée (réserve d'infanterie) de juin 1915 à août 1918[3]
- Dissous en deux bataillons en août 1918 :
  - un bataillon de pionniers à la 18e division d'infanterie d'août à novembre 1918[4]
  - un bataillon de pionniers à la 19e division d'infanterie d'août à novembre 1918[5]

#### 1915

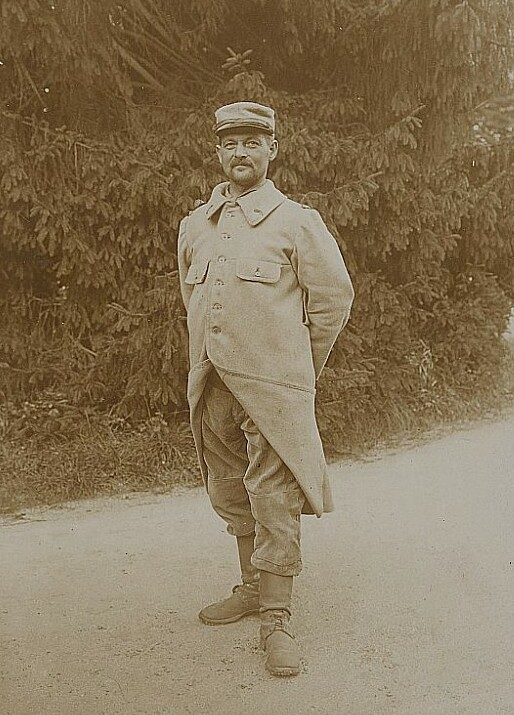
Photographie d'un soldat du à l'été 1915.

## Drapeau

Dessin du revers du drapeau du territorial d'infanterie.

Il porte, cousues en lettres d'or dans ses plis, les inscriptions suivantes :
- Verdun 1916

### Sources et bibliographie
- 71e Régt Territorial d'Infanterie, historique : campagne 1914-1918, Angers, Lithographie militaire Demange (lire en ligne).

- Service historique de l'état-major des armées, Les Armées françaises dans la Grande guerre, Paris, Impr. nationale, 1922-1934, onze tomes subdivisés en 30 volumes (BNF 41052951) :
  - AFGG, vol. 1, t. X : Ordres de bataille des grandes unités : grands quartiers généraux, groupe d'armées, armées, corps d'armée, 1923, 966 p. (lire en ligne).
  - AFGG, vol. 2, t. X : Ordres de bataille des grandes unités : divisions d'infanterie, divisions de cavalerie, 1924, 1092 p. (lire en ligne).